# Вране (Ариље)
Вране је насеље у Србији у општини Ариље у Златиборском округу. Према попису из 2022. било је 679 становника.

## Демографија
У насељу Вране живи 587 пунолетних становника, а просечна старост становништва износи 37,1 година (35,7 код мушкараца и 38,5 код жена). У насељу има 231 домаћинство, а просечан број чланова по домаћинству је 3,35.
Ово насеље је скоро у потпуности насељено Србима (према попису из 2002. године), а у последња три пописа, примећен је пораст у броју становника.
|  |

| Демографија | Демографија | Демографија |
| Година      | Становника  | Становника  |
| ----------- | ----------- | ----------- |
| 1948.       | 806         |             |
| 1953.       | 835         |             |
| 1961.       | 771         |             |
| 1971.       | 552         |             |
| 1981.       | 593         |             |
| 1991.       | 748         | 722         |
| 2002.       | 775         | 791         |

| Етнички састав према попису из 2002.‍ | Етнички састав према попису из 2002.‍ | Етнички састав према попису из 2002.‍ | Етнички састав према попису из 2002.‍ | Етнички састав према попису из 2002.‍ |
| ------------------------------------ | ------------------------------------ | ------------------------------------ | ------------------------------------ | ------------------------------------ |
|                                      |                                      |                                      |                                      |                                      |
| Срби                                 | Срби                                 |                                      | 774                                  | 99,87%                               |
| Словаци                              | Словаци                              |                                      | 1                                    | 0,12%                                |
| непознато                            | непознато                            |                                      | 0                                    | 0,0%                                 |

| Година пописа     | 1948. | 1953. | 1961. | 1971. | 1981. | 1991. | 2002. |
| ----------------- | ----- | ----- | ----- | ----- | ----- | ----- | ----- |
| Број домаћинстава | 153   | 172   | 186   | 140   | 172   | 227   | 231   |

| Број чланова      | 1  | 2  | 3  | 4  | 5  | 6  | 7 | 8 | 9 | 10 и више | Просек |
| ----------------- | -- | -- | -- | -- | -- | -- | - | - | - | --------- | ------ |
| Број домаћинстава | 34 | 40 | 45 | 56 | 38 | 15 | 2 | 1 | 0 | 0         | 3,35   |

| Пол    | Укупно | Неожењен/Неудата | Ожењен/Удата | Удовац/Удовица | Разведен/Разведена | Непознато |
| ------ | ------ | ---------------- | ------------ | -------------- | ------------------ | --------- |
| Мушки  | 316    | 97               | 193          | 19             | 7                  | 0         |
| Женски | 310    | 64               | 195          | 40             | 11                 | 0         |
| УКУПНО | 626    | 161              | 388          | 59             | 18                 | 0         |

| Пол    | Укупно                    | Пољопривреда, лов и шумарство | Рибарство                            | Вађење руде и камена | Прерађивачка индустрија       |
| ------ | ------------------------- | ----------------------------- | ------------------------------------ | -------------------- | ----------------------------- |
| Мушки  | 182                       | 44                            | 0                                    | 0                    | 90                            |
| Женски | 124                       | 19                            | 0                                    | 0                    | 67                            |
| УКУПНО | 306                       | 63                            | 0                                    | 0                    | 157                           |
| Пол    | Производња и снабдевање   | Грађевинарство                | Трговина                             | Хотели и ресторани   | Саобраћај, складиштење и везе |
| Мушки  | 10                        | 8                             | 8                                    | 4                    | 7                             |
| Женски | 2                         | 3                             | 9                                    | 5                    | 1                             |
| УКУПНО | 12                        | 11                            | 17                                   | 9                    | 8                             |
| Пол    | Финансијско посредовање   | Некретнине                    | Државна управа и одбрана             | Образовање           | Здравствени и социјални рад   |
| Мушки  | 0                         | 2                             | 3                                    | 4                    | 2                             |
| Женски | 0                         | 2                             | 8                                    | 4                    | 2                             |
| УКУПНО | 0                         | 4                             | 11                                   | 8                    | 4                             |
| Пол    | Остале услужне активности | Приватна домаћинства          | Екстериторијалне организације и тела | Непознато            | Непознато                     |
| Мушки  | 0                         | 0                             | 0                                    | 0                    | 0                             |
| Женски | 1                         | 1                             | 0                                    | 0                    | 0                             |
| УКУПНО | 1                         | 1                             | 0                                    | 0                    | 0                             |